# 东李官屯镇
东李官屯镇，是中华人民共和国山東省德州市夏津县下辖的一个乡镇级行政单位。

## 行政区划
东李官屯镇下辖以下地区：
镇中社区、四联乡社区、张官屯社区、昝韩范社区、肖官屯社区、张法寺村、东靳庄村、东高庄村、臧庄村、宋桥村、陶桥村、王世寨村、于桥村、邓庄村、东李楼村、卞官桥村、刘兴裕村、程庄村、房庄村、张里庄村、段庄村和前赵庄村。